# Petar Božić
Petar Božić (Belgrado, República Federal Popular de Yugoslavia,6 de diciembre de 1978) es un exjugador, y entrenador de baloncesto serbio que actualmente dirige al Austin Spurs de la NBA G League. 

## Trayectoria

### Como jugador
Božić comenzó su carrera profesional en KK Beobanka, jugando allí durante tres años y más tarde, lo hizo en el Radnički Jugopetrol durante la temporada 2000-01. 
En 2001, firmó por el KK Hemofarm Vršac en el que estuvo otras tres temporadas. 
En 2004, Božić fue fichado por el KK Partizan y en su primera temporada ganó la Superliga de Serbia. Durante los años que pasó como capitán del club, se convirtió en la leyenda del club con la mayor cantidad de partidos jugados (471 partidos jugados). Lograría más de 17 títulos con el KK Partizan y se retiró al término de la temporada 2012-13 en las filas del KK Metalac Valjevo.

### Como entrenador
Tras retirarse como jugador en 2013, fue nombrado entrenador asistente de Duško Vujošević en KK Partizan. 
En septiembre de 2015, después de que KK Partizan decidiera no extender un contrato con Vujošević, Božić fue nombrado nuevo entrenador. El 5 de enero de 2016, se desligó del equipo después de un récord negativo de 6-12 en la ABA Liga y fue sustituido por Aleksandar Džikić.
En octubre de 2017, los Austin Spurs contrataron a Božić como entrenador asistente. 
En septiembre de 2021, fue ascendido al puesto de primer entrenador de los Austin Spurs de la NBA G League.

## Clubs

### Como jugador
- KK Beobanka (1997–2000)
- KK Radnički (2000–2001)
- Hemofarm (2001–2004)
- Partizan (2004–2012)
- Metalac Valjevo (2012–2013)

### Como entrenador
- Partizan (Asistente) (2013–2015)
- Partizan (2015–2016)
- Austin Spurs (Asistente) (2017–2021)
- Austin Spurs (2021-Actualidad)

## Palmarés

### Como jugador
- 5× Liga Adriática (2007–2011)
- 8× Liga Serbia de Baloncesto (2005–2012)
- 5× Copa Serbia de Baloncesto (2008–2012)

### Como entrenador
- NBA G League (2018)
- Liga Serbia de Baloncesto (2014)